# (1278) Kenya
(1278) Kenya es un asteroide, el n.º 1278 según el MPC, perteneciente al cinturón de asteroides que orbita entre Marte y Júpiter con un periodo orbital de 3,73 años. Su nombre hace referencia a Kenia, un país del este de África.
Fue descubierto el 15 de junio de 1933 por Cyril V. Jackson desde el Observatorio Union en Johannesburgo, Sudáfrica.